# Kickxia scoparia
Kickxia scoparia är en grobladsväxtart som först beskrevs av Sprengel, och fick sitt nu gällande namn av Kunkel och Sunding. Kickxia scoparia ingår i släktet spjutsporrar, och familjen grobladsväxter. Inga underarter finns listade i Catalogue of Life.